# 정재광
정재광(1990년 11월 29일 ~ )은 대한민국의 배우이다.
2016년 서울독립영화제에서 단편 영화 《수난이대》를 통해 독립스타상을 수상하며 영화업계 관계자들에게 주목을 받았다. 《여름밤》, 《재즈를 위하여》, 《복덕방》 등 50여편의 독립영화에 출연했으며, 드라마 《구해줘》에서 옥택연의 조력자 이은성 역으로 대중에게 얼굴을 알리기 시작했다. 2019년, 전계수 감독의 영화 《버티고》에서 남자 주인공 관우로 출연해 배우 천우희, 유태오와 함께 호흡을 맞췄다. 그의 상업 영화 첫 주연이었다. 2021년 전주국제영화제에서는 영화 《낫아웃》으로 한국경쟁 배우상을 수상했다.

## 학력
- 내정초등학교 (졸업)
- 내정중학교 (졸업)
- 늘푸른고등학교 (졸업)
- 중앙대학교 공연영상창작학부 연극전공 (졸업)

## 출연 작품

### 영화
- 《브로큰》 (2025) - 차명우 역
- 《화란》 (2023) - 승무 역
- 《범죄도시 2》 (2022) - 김상훈 역
- 《야행》 (2021)
- 《낫아웃》 (2021) - 신광호 역(주연)
- 《파이프라인》 (2021) - 경찰 상구 역
- 《큰엄마의 미친봉고》 (2019) - 유지상 역
- 《공간의 끝》 (2019) - 지훈 역
- 《버티고》 (2019) - 서관우 역(주연)
- 《극한직업》 (2019) - 궁평항 제복경찰 역
- 《목격자》 (2018) - 마트 남 1 역
- 《연정의 프레임》 (2017) - 남자친구 역
- 《군산여행》 (2017) - 성준 역(주연)
- 《악당출현》 (2017) - 지석 역
- 《복덕방》 (2017) - 재광 역
- 《재즈를 위하여》 (2016) - 재현 역
- 《수난이대》 (2016) - 진수 역(주연)
- 《여름밤》 (2016) - 스터디 대표 역
- 《독도의 영웅들》 (2016) - 장군 친구 역
- 《스카우팅 리포트》 (2015) - 김성준 역

### 드라마
- 《S라인》 (2025, Wavve) - 바텐더 역 (특별출연)
- 《찌질의 역사》 (2025, Wavve, 왓챠) - 권기혁 역
- 《중증외상센터》 (2025, Netflix) - 박경원 역
- 《강남 비-사이드》 (2024, Disney+) - 정권 역
- 《우씨왕후》 (2024, TVING) - 고계수 역
- 《커넥션》 (2024, SBS) - 김창수 역
- 《최악의 악》 (2023, Disney+) - 권태호 역
- 《어쩌다 마주친, 그대》 (2023, KBS2) - 윤연우 역
- 《알고있지만,》 (2021, JTBC) - 안경준 역
- 《사이코지만 괜찮아》 (2020, TVN) - 주정태 역
- 《열혈사제》 (2019, SBS) - 김건용 역
- 《마녀의 법정》 (2017, KBS2) - 윤 검사 역
- 《구해줘》 (2017, OCN) - 이은성 역

## 수상 및 후보
| 연도 | 시상식                | 부문                     | 작품     | 결과 |
| ---- | --------------------- | ------------------------ | -------- | ---- |
| 2016 | 제42회 서울독립영화제 | 독립스타상               | 수난이대 | 수상 |
| 2021 | 제22회 전주국제영화제 | 한국경쟁 배우상          | 낫아웃   | 수상 |
| 2021 | 제42회 청룡영화상     | 신인남우상               | 낫아웃   | 수상 |
| 2022 | 제58회 백상예술대상   | 영화부문 남자 신인연기상 | 낫아웃   | 후보 |